# نیروی هوایی هندوراس
نیروی هوایی هُندوراس (به اسپانیایی: Fuerza Aérea Hondureña) که به اختصار FAH نامیده می‌شود. نیروی هوایی کشور هُندوراس و بخش هوایی نیروهای مسلح آن کشور می‌باشد.

## تاریخچه
اولین پرواز نظامی هُندوراس در ۱۸ آوریل ۱۹۲۱ (۲۹ فروردین ۱۳۰۰ خورشیدی) با یک هواپیمای جنگنده دوباله بریستول اف. ۲ بی توسط یک خلبان قراردادی آمریکایی انجام شد، در حالی که در سال ۱۹۲۳ اولین مدرسه پرواز دولتی با کمک سرمایه گذاران ایتالیایی بنیان‌گذاری شد. مدرسه ملی هوانوردی (به اسپانیایی: Escuela Nacional de Aviación) که طلایه دار نیروی هوایی مدرن در آن کشور بود، در ۱۴ آوریل ۱۹۳۱ به وجود آمد.
در سال ۱۹۳۸ وقتی که این واحد اولین هواپیمای جنگی خود را در اختیار گرفت، به مدرسه هوانوردی نظامی و نیروی هوایی هندوراس (به اسپانیایی: Escuela Militar de Aviación y Fuerza Aérea Hondureña)، تغییر نام داد. در طی جنگ جهانی دوم، این نیرو بر علیه قدرت‌های محور (متحدین) به عملیات نظامی پرداخته و در امتداد خط ساحلی خود دریای کارائیب به گشت زنی علیه زیردریایی‌ها می‌پرداخت.
پس از جنگ، نیروی هوایی هندوراس با هواپیماهایی که سابقاً در خدمت
نیروهای هوایی ارتش ایالات متحده آمریکا و نیروی هوایی سلطنتی کانادا بودند، مجدداً تجهیز شد. این هواپیماها شامل پنج فروند لاکهید پی-۳۸ لایتنینگ و پنج فروند بل پی-۶۳ کینگ‌کبرا بودند که اولین جنگندهای با کارایی بالای نیروی هوایی هندوراس بودند. در سال ۱۹۴۷ دولت هندوراس معاهده کمک متقابل بین آمریکایی را تصویب نمود و طی ۱۰ سال آینده، ایالات متحده هواپیماهای جدیدی از جمله ۱۹ جنگنده بمب افکن ووت اف۴یو کُرسر، چندین هواپیمای ترابری داگلاس سی-۴۷ اسکای‌ترین و شش فروند ای تی-۶ سی مسلح و شش فروند هواپیمای آموزش پیشرفته فروند تی-۶ جی را به نیروی هوایی هندوراس واگذار نمود.
در سال ۱۹۶۹ هُندوراس به مدت یک هفته درگیر جنگ فوتبال، با همسایه اش السالوادور شد. نیروی هوایی هندوراس توفیق یافت تا با موفقیت منابع سوخت السالوادوری‌ها را در اکاجوتلا و کوتوکو بمباران نموده و همچنین با نیروی هوایی السالوادور در آسمان مصاف دهد. کاپیتان فرناندو سوتوکه با یک ووت اف۴یو کُرسر پرواز می‌نمود، سه هواپیمای السالوادور را، شامل دو فروتد کُرسر و یک فروند پی-۵۱ ماستنگ را ساقط نمود. نیروی هوایی هندوراس بعداً از نیروهای زمینی ارتش هندوراس پشتیبانی هوایی نزدیک نمود. پس از آتش‌بس، هر دو کشور تلاش کردند تا اولین جت‌های خود را برای جایگزینی هواپیماهای ملخ دار قدیمی خود خریداری نمایند.
فضای سیاسی سرانجام دستخوش تغییرات شده و در اواسط دهه ۱۹۷۰، نیروی هوایی هندوراس به جنگنده‌های جِت شامل ۱۰ فروند کاناداایر سی ال-۱۳ ام کی ۴ سیبر که سابقاً در خدمت یوگسلاوی بودند، ۱۶ فروند داسو سوپر میستره از ناوگان سابق نیروی هوایی اسرائیل و شش فروند هواپیمای ضد شورش سسنا ای-۳۷ دراگون‌فلای نو مجهز شد. به علاوه چندین هلیکوپتر تهاجمی بل یواچ-۱بی ویواچ-۱اچ ایروکوای را دریافت نمود. نیروی هوایی هندوراس همچنین سازماندهی مجدد شد، چندین پایگاه هوایی جدید ایجاد شد. لازم است ذکر شود که این هواگردهای دریافتی در دهه ۱۹۸۰ در رویارویی با دولت ساندینیستا در نیکاراگوئه مورد استفاده قرار گرفتند.

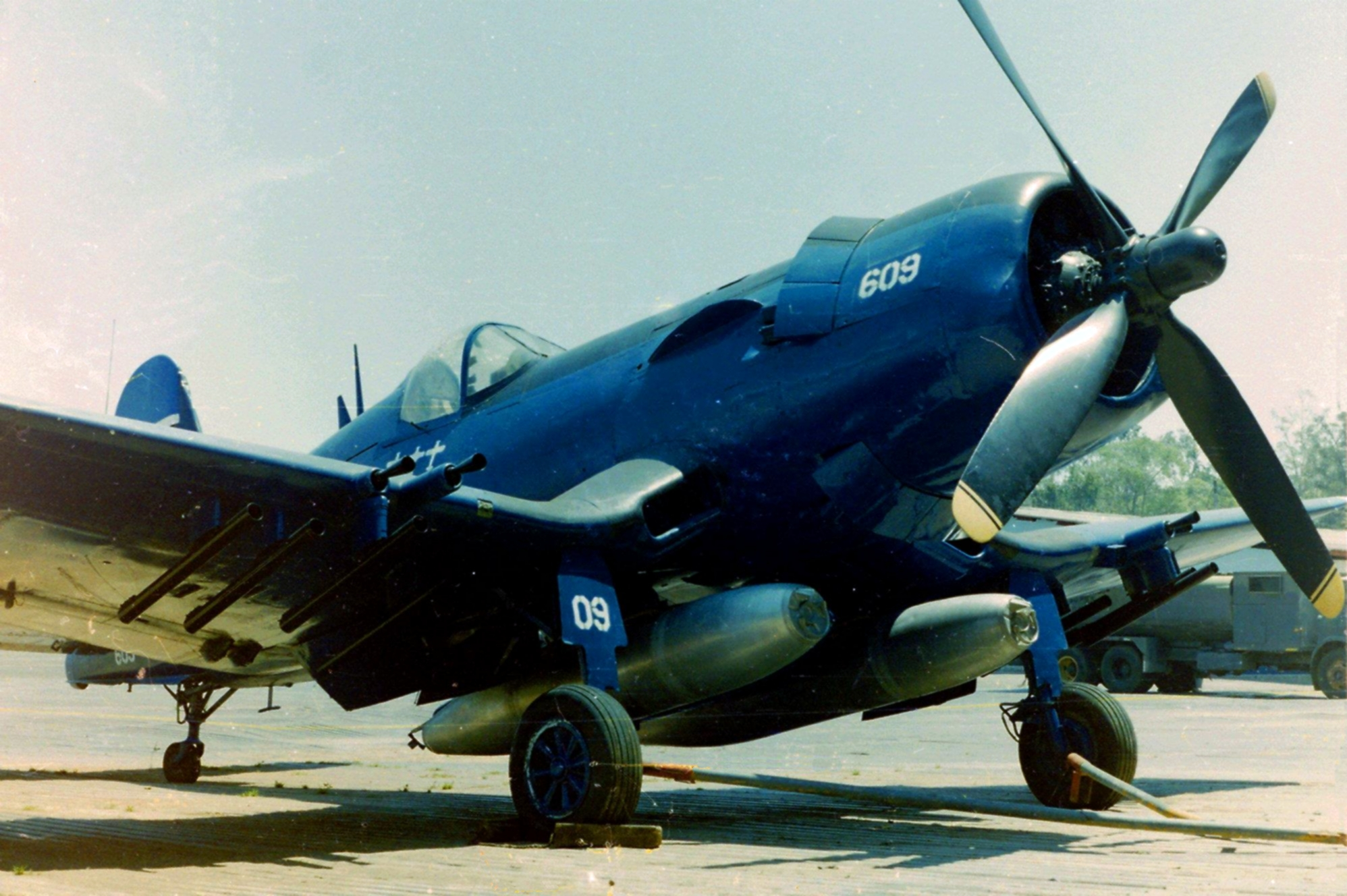
یک فروند ووت اف۴یو کُرسر که در سال ۱۹۵۶ به هندوراس فروخته شد.

بعداً در همان دهه، هواگردهای مذکور با تعدادی از هواپیماهایی که سابقاً در خدمت نیروی هوایی ایالات متحده آمریکا بودند شامل ۱۱ فروند
سسنا اوای/ای-۳۷ بی، ۱۲ فروند جنگنده رهگیر
نورثروپ اف-۵ ئی/اف تایگر-۲، و همچنین ۱۲ فروند هواپیمای آموزشی-تهاجمی جدیدامبرائر تی-۲۷ توکانو و چهار فروند هواپیمای آموزشی کاسا ۱۰۱ بی بی-۰۲جایگزین شدند. این هواپیماها با چند هواگرد دیگر از ناوگان سابق نیروی هوایی ایالات متحده آمریکا از جمله ۵ فروند سی-۱۳۰ ای، بالگردهای چندمنظوره شامل پنج فروند ام دی۵۰۰دی مسلح شده و همچنین ۱۰ فروند بل -۲۱۴ پی نو، همراه شدند، که اکثراً هنوز در خدمت هستند.
در اکتبر ۲۰۱۴ هندوراس یک هواپیمای ترابری وی آی پی با ۱۶ صندلی از نوع
امبرائر لجسی ۶۰۰ به ارزش ۱۴ میلیون دلار، را دریافت نمود. این هواپیما که بعداً با کد (FAH-001) ثبت شد، در ۱۵ اکتبر وارد فرودگاه تونکنتین شد، توسط تایوان به نیروی هوایی هندوراس اهدا شد. هواپیمای وی آی پی همچنین برای کاربردهای پزشکی در مواقع اضطراری در دسترس خواهد بود. طرح‌هایی برای خرید دو جنگنده سبک جدید برزیلی امبرائر ئی‌ام‌بی ۳۱۴ سوپر توکانو نیز توسط وزارت خارجه هندوراس اعلام شد.

## پایگاه‌ها

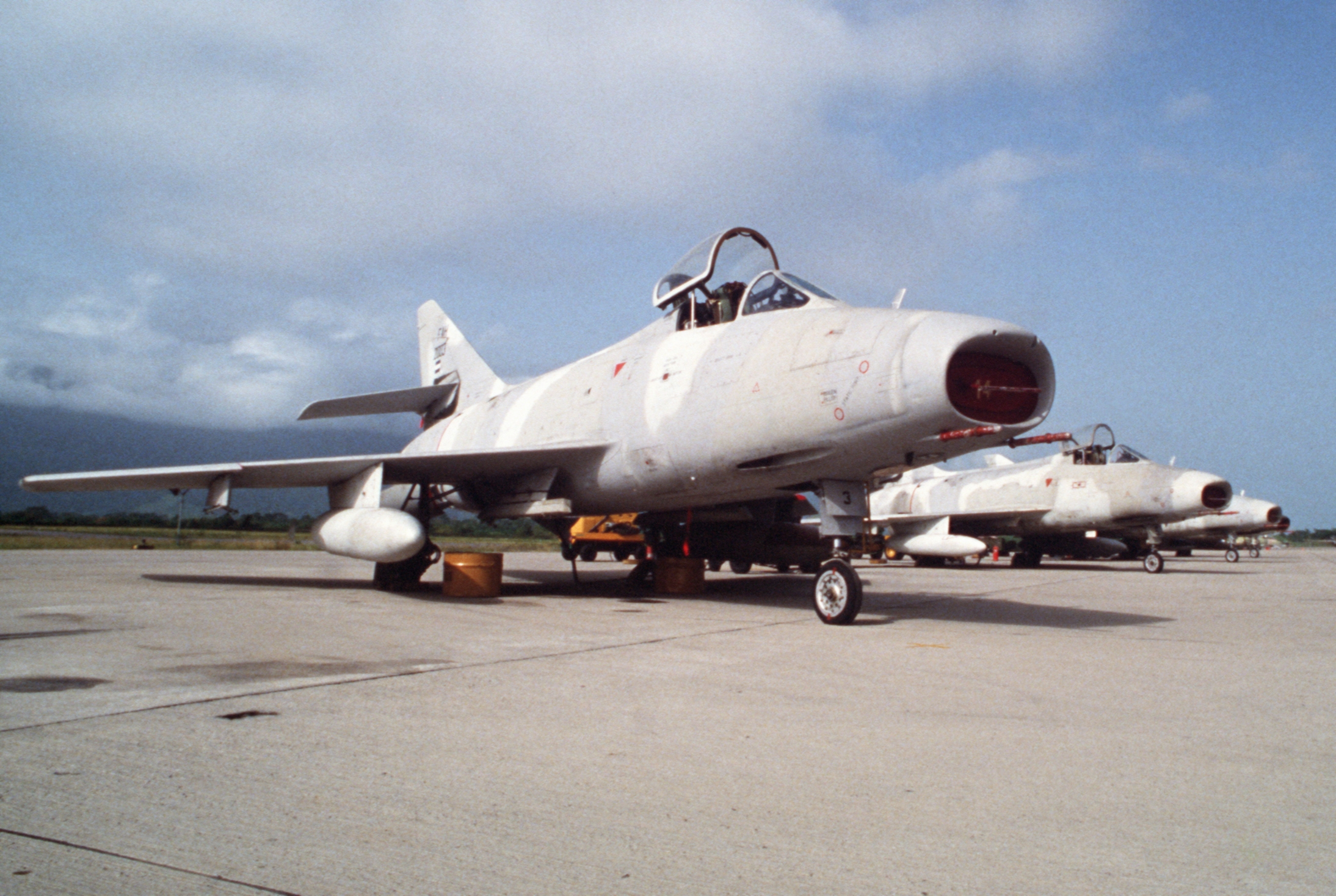
هواپیماهای
داسو سوپر میستره بی. ۲ نیروی هوایی هندوراس، در فرودگاهِ لا سیِبا، شهر گلوسن در سال ۱۹۸۸.

نیروی هوایی هندوراس از چهار پایگاه هوایی در تگوسیگالپا، 
سن پدرو سولا، کومایاگوا و لا سیبا به انجام عملیات می‌پردازد. سه ایستگاه هوایی واقع در فرودگاه‌های کاتاکاماس، آلتو آگوان (محدوده بمب) و پوئرتو لمپیرا به عنوان سایت عملیات خط مقدم عمل می‌کنند. همچنین یک ایستگاه رادار در قله لامول(به اسپانیایی: La Mole)مشغول به فعالیت می‌باشد. همه پایگاه‌ها دارای کاربری دوگانه هوانوردی غیرنظامی و نظامی می‌باشند. کومایاگوا محل آکادمی نیروی هوایی هندوراس (کاپینان رائول روبرتو باراونا لاگوس)(به اسپانیایی: Academia Militar de Aviación de Honduras Capitán Raúl Roberto Barahona Lagos) می‌باشد.

## هواگردها

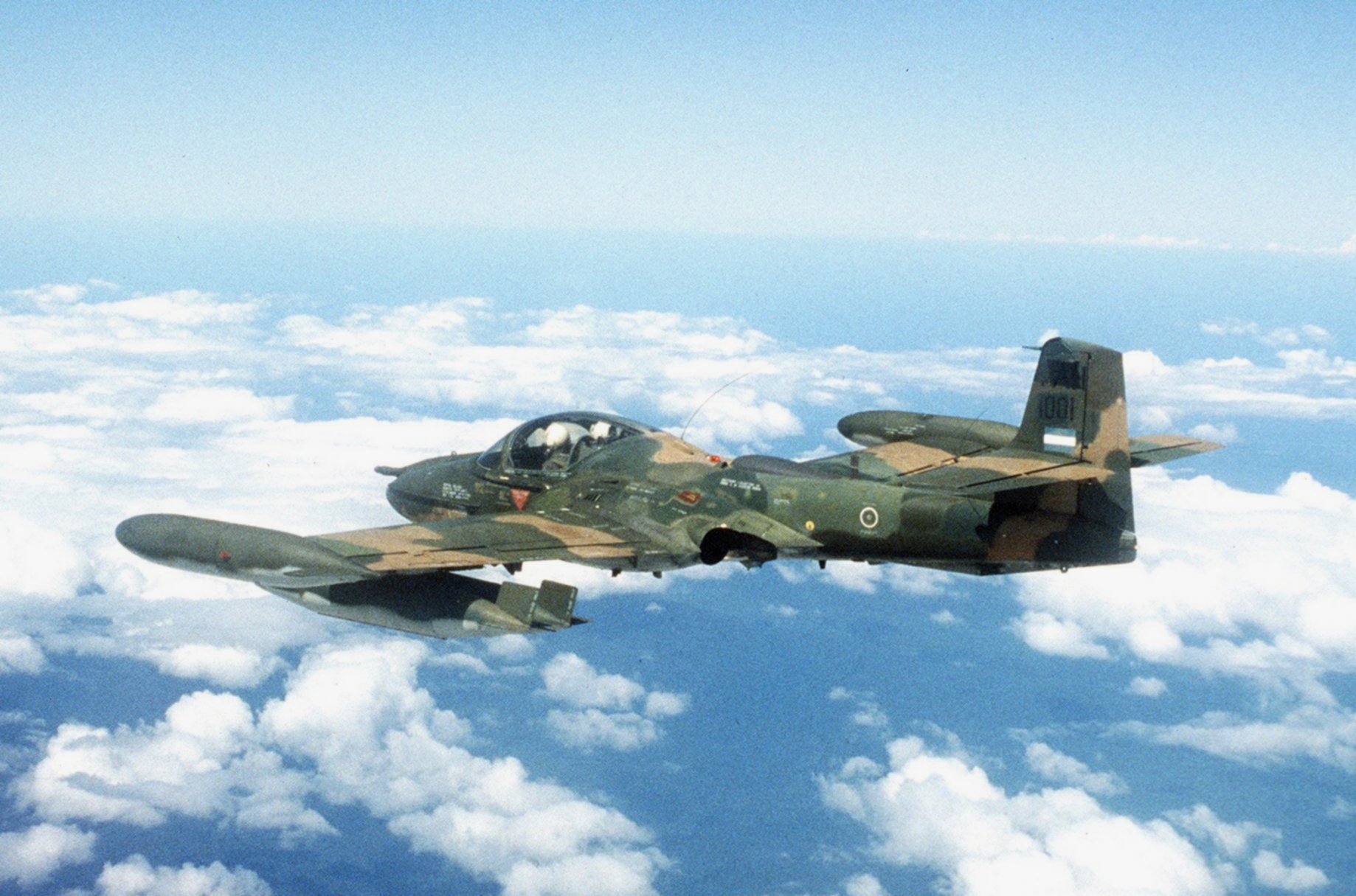
ای-۳۷ با رنگ آمیزی و علائم نیروی هوایی هندوراس

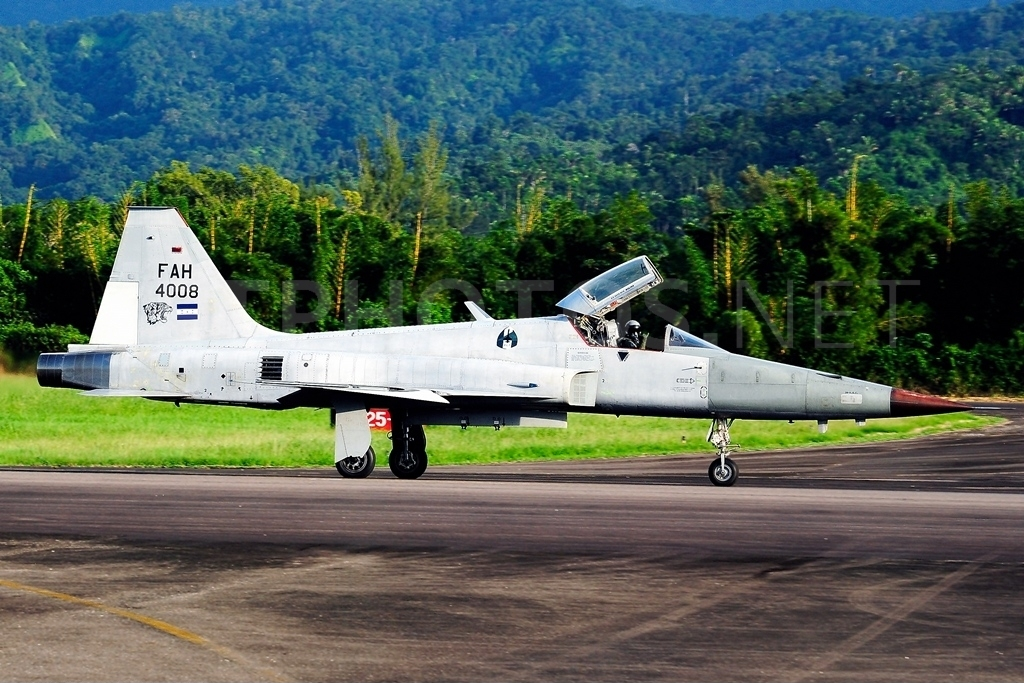
اف-۵ ئی نیروی هوایی هندوراس

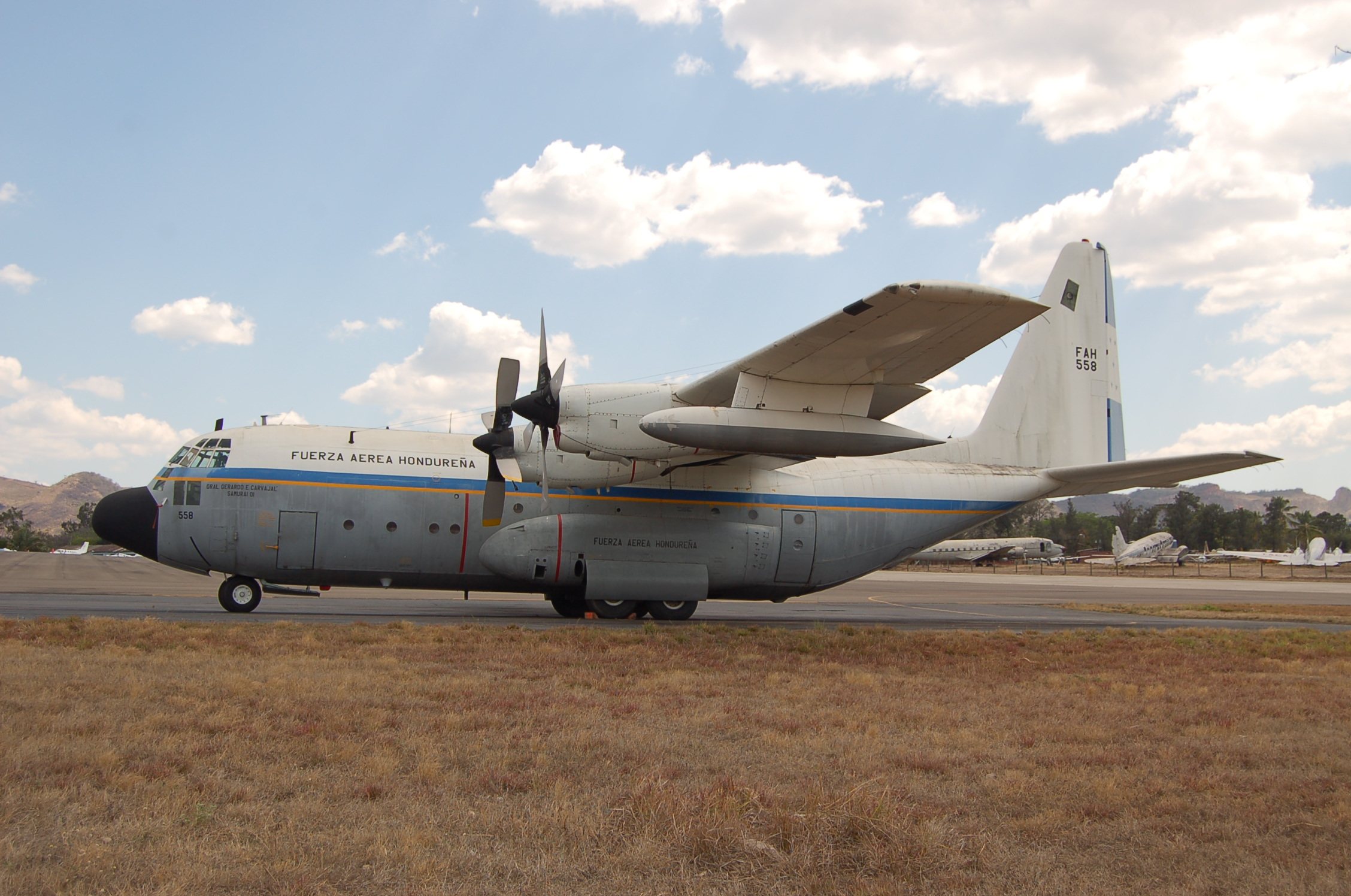
یک فروند سی-۱۳۰ ای نیروی هوایی هندوراس

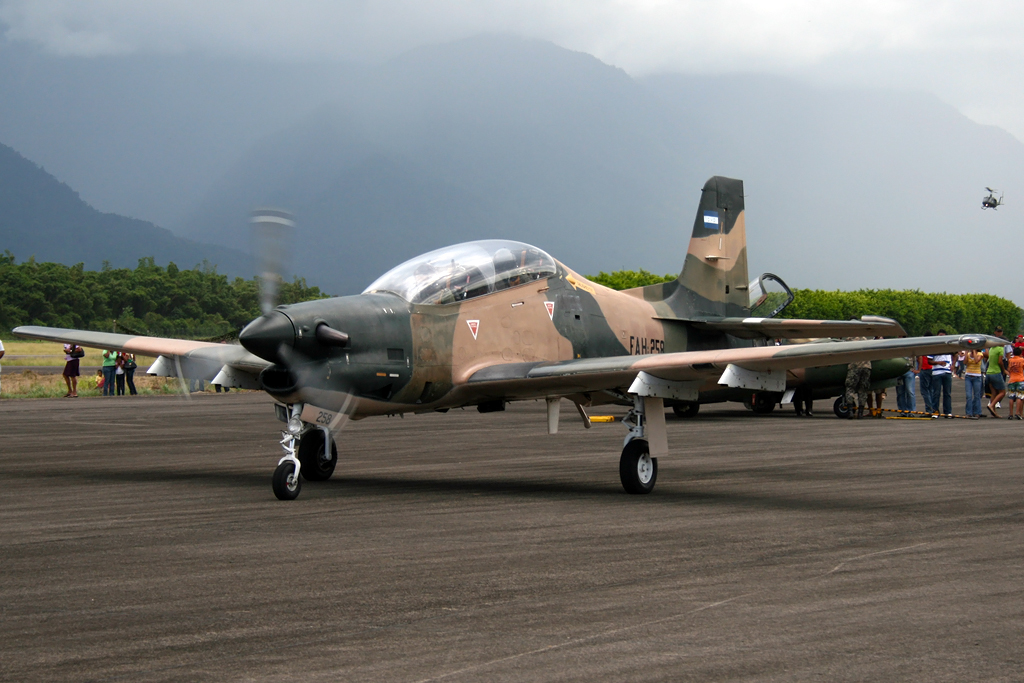
امبرائر تی-۲۷ توکانو

### ناوگان فعلی
| هواگرد                    | مبدا ساخت           | ماموریت            | گونه            | تعداد در حال خدمت | توضیحات                                                                        |               |
| جنگنده تهاجمی             | جنگنده تهاجمی       | جنگنده تهاجمی      | جنگنده تهاجمی   | جنگنده تهاجمی     | جنگنده تهاجمی                                                                  | جنگنده تهاجمی |
| ------------------------- | ------------------- | ------------------ | --------------- | ----------------- | ------------------------------------------------------------------------------ | ------------- |
| سسنا ای-۳۷                | ایالات متحده آمریکا | تهاجم سبک / ضدشورش |                 | ۹                 |                                                                                |               |
| نورثروپ اف-۵              | ایالات متحده آمریکا | جنگنده             | اف-۵ ئی         | ۴                 |                                                                                |               |
| شناسایی                   |                     |                    |                 |                   |                                                                                |               |
| سوپر کینگ ایر             | ایالات متحده آمریکا | شناسایی و مراقبت   | ۲۰۰             | ۱                 |                                                                                |               |
| ترابری                    |                     |                    |                 |                   |                                                                                |               |
| سسنا ۲۰۸                  | ایالات متحده آمریکا | ترابری /چندمنظوره  | EX              | ۵                 |                                                                                |               |
| پایپر پی‌ای-۳۱             | ایالات متحده آمریکا | چندمنظوره          |                 | ۱                 |                                                                                |               |
| پایپر پی‌ای-۳۴             | ایالات متحده آمریکا | چندمنظوره          |                 | ۱                 |                                                                                |               |
| توربو کماندر              | ایالات متحده آمریکا | ترابری             |                 | ۳                 |                                                                                |               |
| لت-۴۱۰ توربو لت           | جمهوری چک           | ترابری /چندمنظوره  |                 | ۳                 |                                                                                |               |
| بالگردها                  |                     |                    |                 |                   |                                                                                |               |
| بل ۴۱۲                    | ایالات متحده آمریکا | چندمنظوره / VIP    | ۴۱۲ اس پی/ئی پی | ۲                 | یک فروند برای پروازهای ریاست جمهوری استفاده می‌شود - ۶ فروند سفارش داده شده است |               |
| بل یواچ-۱                 | ایالات متحده آمریکا | چندمنظوره          | بل یواچ-۱ اچ    | ۵                 |                                                                                |               |
| یوروکاپتر ایی‌سی۱۴۵        | فرانسه              | چندمنظوره          | اچ ۱۴ سی ام     |                   | ۶ فروند سفارش داده شده است.                                                    |               |
| ام‌بی‌بی‌بو ۱۰۵              | آلمان               | چندمنظوره          |                 | 1                 | برای نیروی دریایی هُندوراس پرواز می‌کنند                                         |               |
| آموزشی                    |                     |                    |                 |                   |                                                                                |               |
| نورثروپ اف-۵              | ایالات متحده آمریکا | آموزشی-عملیاتی     | اف-۵ اف         | ۲                 |                                                                                |               |
| امبرائر ئی‌ام‌بی ۳۱۲ توکانو | برزیل               | آموزشی             |                 | ۸                 |                                                                                |               |